# Janie
Pour plus de détails, voir Fiche technique et Distribution.
Janie est un film américain en noir et blanc réalisé par Michael Curtiz, sorti en 1944.
Une suite sera tournée en 1946 : Janie Gets Married.

## Synopsis
Aux États-Unis, durant la seconde guerre mondiale. Une base militaire est sur le point d’ouvrir dans la petite ville d’Hortonville, où (presque) rien ne se passe jamais. L'adolescente Janie Conway et ses amies, des bobby-soxers, sont enchantées par la présence de jeunes soldats stationnant à proximité. Mais le père de Janie, éditeur du journal local, s'oppose à l'établissement du camp militaire. Janie sort avec l'un des soldats, ce qui rend son petit-ami jaloux.

## Fiche technique
- Titre : Janie
- Réalisation : Michael Curtiz
- Scénario : Agnes Christine Johnston (en) et Charles Hoffman (en) d'après la pièce de théâtre Janie de Josephine Bentham et Herschel V. Williams Jr. (1942)
- Photographie : Carl E. Guthrie
- Direction artistique : Robert Haas
- Montage : Owen Marks
- Musique : Heinz Roemheld
- Société de production : Warner Bros.
- Pays de production :  États-Unis
- Langue originale : anglais américain
- Format : noir et blanc — 35 mm — 1,37:1 — son : mono
- Genre : comédie romantique
- Durée : 102 minutes
- Date de sortie :
  - États-Unis : 2 septembre 1944

## Distribution
- Joyce Reynolds (en) : Janie Conway
- Robert Hutton : Dick Lawrence
- Edward Arnold : Charles Conway
- Ann Harding : Lucille Conway
- Alan Hale : Matthew Q. Reardon
- Robert Benchley : John Van Brunt
- Clare Foley : Elsbeth Conway
- Barbara Brown : Thelma Lawrence
- Hattie McDaniel : April
- Richard Erdman : Scooper Nolan
- Ann Gillis : Paula Rainey
- Russell Hicks : Col. Lucas, Commander Camp Wingate
- Colleen Townsend : Hortense Bennett